# Vanda (jezioro)
Jezioro Vanda (ang. Lake Vanda) – jezioro słone położone w Dolinie Wrighta, jednej z Suchych Dolin McMurdo (ang. McMurdo Dry Valleys) na Antarktydzie.
Nazwa jeziora została nadana przez uczestników wyprawy Uniwersytetu Wiktorii (1958-59), od imienia psa pociągowego.

## Wody jeziora

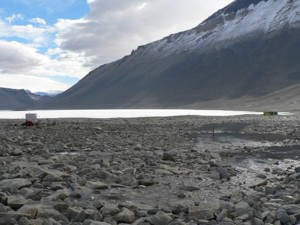
Rzeka Onyx wpadająca do jeziora

Średnia temperatura powietrza w Dolinie Wrighta to –20 °C i powierzchnię jeziora przez cały rok pokrywa warstwa lodu. Rzeką Onyx i kilkoma strumieniami do jeziora wpada słodka woda wypływająca z lodowców, jednak jest to jedno z najsilniej zasolonych jezior na Ziemi. Słodka woda utrzymuje się blisko powierzchni, nie mieszając z zasoloną wodą pozostającą w głębi. Obszar na głębokości od 17 do 38 m ulega konwekcji, ma jednorodną temperaturę i zasolenie, ale zarówno niższa, jak i wyższa warstwa charakteryzują się stratyfikacją gęstościową wód. Najgłębsza woda osiąga zasolenie ponad dziesięciokrotnie wyższe niż woda morska (ponad 35%). Jezioro to jest zatem meromiktyczne.
Temperatura dolnej warstwy wód osiąga 26 °C, co okazuje się być związane z ogrzewaniem słonecznym. Warstwa lodu na powierzchni tworzy się przez powolną krystalizację wody z jeziora i charakteryzuje się wyjątkowo dużymi kryształami i przezroczystością, w odróżnieniu od lodu pochodzącego z opadów. Ciepło jest transmitowane przez tę warstwę w głąb jeziora i więzione przez uwarstwioną, silnie zasoloną wodę. Jest to zatem przykład zjawiska efektu cieplarnianego.

## Historia geologiczna
Powierzchnia jeziora ulega zmianom w długich przedziałach czasu, na skutek zmian natężenia opadów w Suchych Dolinach. Przy wysokim poziomie wód, ok. 3000 lat temu, jezioro Vanda miało nawet dwukrotnie większą powierzchnię niż obecnie, co oznacza, że opady wówczas były od 20 do 40% większe. Sól rozpuszczona w tym jeziorze to głównie chlorek wapnia; na podstawie zawartości tej soli i tempa dostarczania jej do jeziora można obliczyć dolną granicę jego wieku. W przypadku jeziora Vanda jest to co najmniej 60 000 lat, co oznacza, że dolina Wrighta nie była zajęta przez lodowce nawet przy maksymalnym zasięgu ostatniego zlodowacenia.

## Życie
Woda jeziora Vanda należy do najbardziej przejrzystych na świecie; jezioro to jest ultra-oligotroficzne, ale występuje w nim życie. Aktywność fotosyntetyczna jest najsilniejsza na głębokości 63 m, tuż powyżej strefy anoksycznej, gdzie zasolenie jest największe. W jeziorze rozwijają się bujnie maty bakteryjne.

## Stacja polarna
Nad jeziorem funkcjonowała w latach 1969–1991 nowozelandzka stacja polarna. Na stacji Vanda 1 maja 1974 roku zarejestrowano najwyższą temperaturę w historii pomiarów na Antarktydzie: 15 °C. Osobliwością tej stacji był klub pływacki (ang. Lake Vanda Swim Club), założony dla podniesienia morale przez przyjazną rywalizację. Jego członkostwo można było zdobyć, zanurzając się nago w wodach jeziora. Stację zlikwidowano w 1995 roku z powodu obaw o wpływ na środowisko jeziora; na jej miejscu pozostawiono automatyczną stację meteorologiczną. Zespoły prowadzące badania w Suchych Dolinach korzystają obecnie z ruchomych obozów.